# Radio K.A.O.S.
Radio K.A.O.S. – druga solowa płyta Rogera Watersa, byłego lidera grupy rockowej Pink Floyd, wydana w 1987 roku.
Jest to pierwszy solowy album artysty po jego formalnym rozstaniu z Pink Floyd w 1985 roku.

## Koncepcja albumu
Po eksperymencie w postaci płyty When The Wind Blows ku zaskoczeniu wielu fanów Waters postanowił zrezygnować z pokazania się po raz kolejny od strony zgorzkniałego, widzącego świat w czarnych kolorach człowieka i dodać do swojej muzyki trochę radości.
W 1979 roku Waters poznał Jima Ladda na potrzeby radiowego filmu dokumentalnego o albumie The Wall. Był to początek przyjaźni, która trwa do dziś. Jim Ladd był inspiracją, gdy wniósł trochę światła do przyćmionych poglądów Waters na życie w Los Angeles, początkowo słuchając dziwacznego Fish Report z KMET. Waters coraz bardziej interesował się trudną sytuacją Ladda ze swoją stacją radiową KMET i jego ewentualnym zwolnieniem w celu zmiany formatu programu stacji w poszukiwaniu zysków z badania rynku. W 1985 Waters napisał piosenkę Get Back To Radio, która wydawała się wywodzić częściowo z doświadczeń Ladda, a częściowo ze wspomnień z dzieciństwa, kiedy Waters czule pamięta słuchanie Radia Luxembourg do późnych godzin nocnych jako dziecko.
Nagranie albumu, który roboczo nosił tytuł "Home" miało miejsce między październikiem a grudniem 1986 roku.
6 kwietnia 1987 roku w komunikacie prasowym ogłoszono pojawienie się albumu Radio K.A.O.S. i kolejną trasę koncertową. Podobnie jak The Wall, koncepcja Radia K.A.O.S. była postrzegana jako płyta, show sceniczne i film. Wzmianka o tych aspektach jest wspomniana w komunikacie prasowym, ale show koncertowe i wideo, nigdy nie zostały wydane.
Przed premierą albumu Waters przegrał proces z dawnymi kolegami z Pink Floyd o prawa do nazwy zespołu. W związku z tym oczekiwania były różne. Jedni sądzili, że z tego powodu przeniesie swoją frustrację na płytę i jeszcze większa dawka pesymizmu niż dotychczas odeśle go w muzyczny niebyt i na emeryturę. Inni sądzili, że zbierze w sobie wszelkie twórcze siły i będzie chciał zrobić poważną konkurencję ukazującemu się niemalże w tym samym czasie A Momentary Lapse of Reason (ostatecznie Radio K.A.O.S. wydane zostało 3 miesiące wcześniej).
Concept album Watersa jest swoistym ostrzeżeniem przed wojną. Osiem kompozycji opracowanych w formie audycji radiowej opowiada o Jimie - szefie tytułowego radia K.A.O.S, który kontaktuje się z człowiekiem o imieniu Billy.
Billy ma 23 lata i jest Walijczykiem z Doliny Południowej Walii. Jest osobą z niepełnosprawnością intelektualną i fizyczną, korzysta z wózka inwalidzkiego i jest zdolny poruszać tylko górną częścią ciała. Chociaż jest postrzegany jako osoba niepełnosprawna psychicznie, owa niepełnosprawność uczyniła z niego nadludzkiego geniusza, ponieważ ma on również zdolność samodzielnego słyszenia fal radiowych na wszystkich częstotliwościach.
Postać Billy'ego jest oparta na Christopherze Nolanie, młodym chłopcu z poważną niepełnosprawnością intelektualną, który został uznany za warzywo. Nie było nadziei, ale dzięki uporowi matki potrafił wszystkich zadziwić i tworzyć poezję i prozę, pisząc na maszynie za pomocą pałeczki dyrygenta przyklejonej do czoła.

## Lista utworów
Wszystkie utwory zostały napisane przez Rogera Watersa.
1. "Radio Waves" – 4:58
2. "Who Needs Information" – 5:55
3. "Me or Him" – 5:23
4. "The Powers That Be" – 4:36
5. "Sunset Strip" – 4:45
6. "Home" – 6:00
7. "Four Minutes" – 4:00
8. "The Tide Is Turning (After Live Aid)" – 5:43

KAOS jest sygnałem wywoławczym prawdziwej, niekomercyjnej stacji radiowej, nadającej z terenu uczelni Evergreen State College w Olympii w stanie Washington.

## Skład
- Roger Waters – wokal, gitara elektryczna i akustyczna, gitara basowa, klawisze, shakuhachi
- Graham Broad – perkusja, bębny
- Mel Collins – saksofon
- Nick Glennie-Smith – DX7 i E-mu w utworze "Powers That Be"
- Matt Irving – organy Hammonda w utworze "Powers That Be"
- John Lingwood – bębny w utworze "Powers That Be"
- Andy Fairweather Low – gitary elektryczne
- Suzanne Rhatigan – główne chórki w utworach "Radio Waves", "Me or Him", "Sunset Strip" i "The Tide Is Turning"
- Ian Ritchie – fortepian, klawisze, tenor saksofon, Fairlight programowanie
- Jay Stapley – gitary elektryczne
- John Thirkell – trąbka
- Peter Thoms – tamburyn
- Katie Kissoon, Doreen Chanter, Madeline Bell, Steve Langer & Vicki Brown – chórki w utworach "Who Needs Information", "Powers That Be" i "Radio Waves"
- Clare Torry – wokal w utworach "Home" i "Four Minutes"
- Paul Carrack – wokal w utworze "The Powers That Be"
- Pontarddulais Male Voice Choir - chór[3]